# Villota (Burgos)
Villota es un despoblado situado en la provincia de Burgos, comunidad autónoma de Castilla y León (España), comarca de Las Merindades, partido judicial de Villarcayo, ayuntamiento de Junta de Villalba de Losa.

## Geografía
En la vertiente mediterránea de la provincia, bañada por los arroyos de La Losa y Horcón afluentes del Río Nabón en la ladera sur de Sierra Salvada y junto al Monumento Natural del Monte Santiago; a 11,5 km al oeste de Villalba, 43 km de Villarcayo, cabeza de partido, y a 107 de Burgos.
Enclavado en el municipio vecino de Valle de Losa.

### Comunicaciones
- Carretera: Situada 3 km al norte de la autonómica BU-552 donde circula la línea de autobuses Quincoces de Yuso-Berberana-Vitoria. Se accede desde Villacián y Teza.

## Demografía
En el censo de 1950 contaba con 35 habitantes, reducidos a 0 en 2007.

## Historia
Lugar de la Jurisdicción de Villalba de Losa, perteneciente al partido de Castilla la Vieja en Burgos, jurisdicción de señorío ejercida por el Duque de Frías quien nombraba su regidor pedáneo.
A la caída del Antiguo Régimen queda agregado al ayuntamiento constitucional de Junta de Villalba de Losa, en el partido de Villarcayo perteneciente a la región de Castilla la Vieja.

## Parroquia
Iglesia de Santa María dependiente de la parroquia de Quincoces de Yuso en el Arzobispado de Burgos, arciprestazgo de Medina de Pomar.